# Corpi solitari - Even If You Don't Do It
Corpi solitari - Even If You Don't Do It (あなたがしてくれなくても?, Anata ga shite kurenakute mo, lett. "Anche se non lo fate") è un manga scritto e disegnato da Haru Haruno, pubblicato dalla Futabasha su Manga Action dal 20 giugno 2017; l'edizione italiana è a cura della RW Edizioni, mediante la propria etichetta Goen, a partire dal 30 dicembre 2022.

## Trama
La trentaduenne Michi Yoshino finisce per confidarsi con un suo collega, Makoto Niina, riguardo a un problema che la fa soffrire in maniera particolare: sebbene continui ad avere con il marito Youichi un rapporto cordiale,  ormai da due anni non hanno più un rapporto sessuale. Per sua immensa sorpresa, anche Makoto rivela a Michi di trovarsi in una situazione praticamente identica con la propria moglie: facendosi reciproche confidenze, Michi e Makoto diventano così amici, ma allo stesso tempo sviluppano la consapevolezza che i rispettivi matrimoni potrebbero finire per naufragare.

## Manga

### Volumi
| Nº | Data di prima pubblicazione | Data di prima pubblicazione | Data di prima pubblicazione | Data di prima pubblicazione |
| Nº | Giapponese                  | Giapponese                  | Italiano                    | Italiano                    |
| -- | --------------------------- | --------------------------- | --------------------------- | --------------------------- |
| 1  | 28 marzo 2018               | ISBN 978-4-575-85132-8      | 30 dicembre 2022            | ISBN 978-88-9284-479-7      |
| 2  | 27 luglio 2018              | ISBN 978-4-575-85192-2      | 13 gennaio 2023             | ISBN 978-88-9284-550-3      |
| 3  | 28 marzo 2019               | ISBN 978-4-575-85287-5      | 27 gennaio 2023             | ISBN 978-88-9284-570-1      |
| 4  | 28 novembre 2019            | ISBN 978-4-575-85383-4      | 30 giugno 2023              | ISBN 978-88-9284-666-1      |
| 5  | 27 aprile 2020              | ISBN 978-4-575-85437-4      | 14 luglio 2023              | ISBN 978-88-9284-678-4      |
| 6  | 26 dicembre 2020            | ISBN 978-4-575-85529-6      | 28 luglio 2023              | ISBN 978-88-9284-715-6      |
| 7  | 26 agosto 2021              | ISBN 978-4-575-85626-2      | 15 settembre 2023           | ISBN 978-88-9284-760-6      |
| 8  | 27 aprile 2022              | ISBN 978-4-575-85711-5      | —                           | —                           |
| 9  | 27 ottobre 2022             | ISBN 978-4-575-85772-6      | —                           | —                           |
| 10 | 16 marzo 2023               | ISBN 978-4-575-85823-5      | —                           | —                           |
| 11 | 28 giugno 2023              | ISBN 978-4-575-85857-0      | —                           | —                           |
| 12 | 28 giugno 2023              | ISBN 978-4-575-85913-3      | —                           | —                           |